# Japet (mitologija)
Japet (grč. Ίαπετός, Iapetós) u grčkoj mitologiji Uranov je i Gejin sin, Titan. S Klimenom je imao sinove - bio je Prometejev, Atlasov, Epimetejev i Menetijev otac - predak ljudske rase.

## Etimologija
Japet se tradicionalno izjednačuje s Jafetom (יֶפֶת), Noinim sinom, na osnovi sličnosti njihovih imena (vjerojatno ime nije grčkog porijekla). Drugi je razlog stara židovska tradicija koja Jafeta proglašava pretkom Grka, Slavena, Itala, Teutonaca i drugih.
U Sibilskim proročanstvima stoji da je Japet jedan od triju sinova Geje i Urana, zajedno s Kronom i neimenovanim Titanom te da svaki dobiva trećinu vlasti na Zemlji. To se može usporediti s židovsko-kršćanskim legendama da je tako Noa učinio trostruku podjelu među svojim sinovima Hamom, Šemom i Jafetom.

## Vanjske poveznice
- Japet u klasičnoj literaturi i umjetnosti (engl.)